# 17. Jahrhundert v. Chr.
Portal Geschichte | Portal Biografien | Aktuelle Ereignisse | Jahreskalender | Tagesartikel

◄ |
3. Jt. v. Chr. |
2. Jahrtausend v. Chr. | 1. Jt. v. Chr.  

◄ |
19. Jh. v. Chr. |
18. Jh. v. Chr. |
17. Jahrhundert v. Chr. |
16. Jh. v. Chr. |
15. Jh. v. Chr. |
►
Das 17. Jahrhundert v. Chr. begann am 1. Januar 1700 v. Chr. und endete am 31. Dezember 1601 v. Chr.

## Zeitalter/Epoche
- Um 1700 v. Chr. (nach traditioneller Chronologie) werden bei einem schweren Erdbeben sämtliche bekannte Zentren auf Kreta zerstört. Mit dem Wiederaufbau der Zentren beginnt die Neupalastzeit.[1]
- Im späten 17. Jahrhundert v. Chr. beginnt in Griechenland das Späthelladikum (späte Bronzezeit), womit etwa gleichzeitig die frühe Phase der mykenischen Kultur anfängt, der ersten Hochkultur des europäischen Festlandes.[2] Sie ist zuerst in Lakonien und der Argolis nachweisbar.

Die territorialen Verhältnisse um das Jahr 1700 v. Chr. im Vorderen Orient

## Ereignisse/Entwicklungen

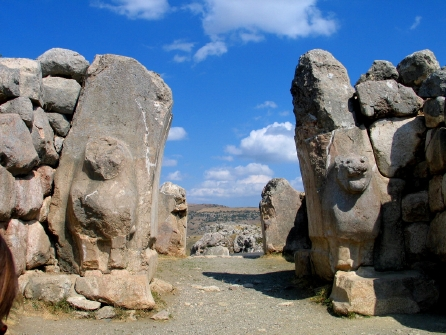
Löwentor der hethitischen Hauptstadt Ḫattuša

- Im 17. Jahrhundert v. Chr. oder eventuell sogar schon im 18. Jahrhundert v. Chr. verschwand die Oasenkultur durch vermutlich klimatische Veränderungen aus der Wüste Karakum.[3]
- Im 17. Jahrhundert v. Chr. starb das letzte Mammut auf der Wrangelinsel.[4]
- Im 17. Jahrhundert v. Chr. wurde das Königreich von Kerma in Obernubien gegründet.[5]
- Im 17. Jahrhundert v. Chr. wurde das hethitische Reich in Kleinasien gegründet.[6]
- um 1645 v. Chr.: Ausbruch des Mount Aniakchak im heutigen Alaska.
- um 1630 v. Chr.: Eindringen der Hyksos in das Nildelta.
- 1627 v. Chr.: Beginn einer mehrjährigen weltweiten Abkühlung des Klimas, nachweisbar anhand dendrochronologischer Untersuchungen an Bäumen aus Kalifornien[7], Irland[8] und Anatolien.[9] Ein Zusammenhang mit einem Vulkanausbruch wird diskutiert (möglicherweise die Minoische Eruption des Santorin in Griechenland).
- 1606 v. Chr. findet nach streng biblischer Chronologie der Auszug des Volkes Israel aus Ägypten statt.[10]

## Persönlichkeiten
Hinweis: Die Regierungsjahre lassen sich in diesem Jahrhundert noch nicht genau bestimmen. Von daher handelt es sich um ungefähre Schätzungen.

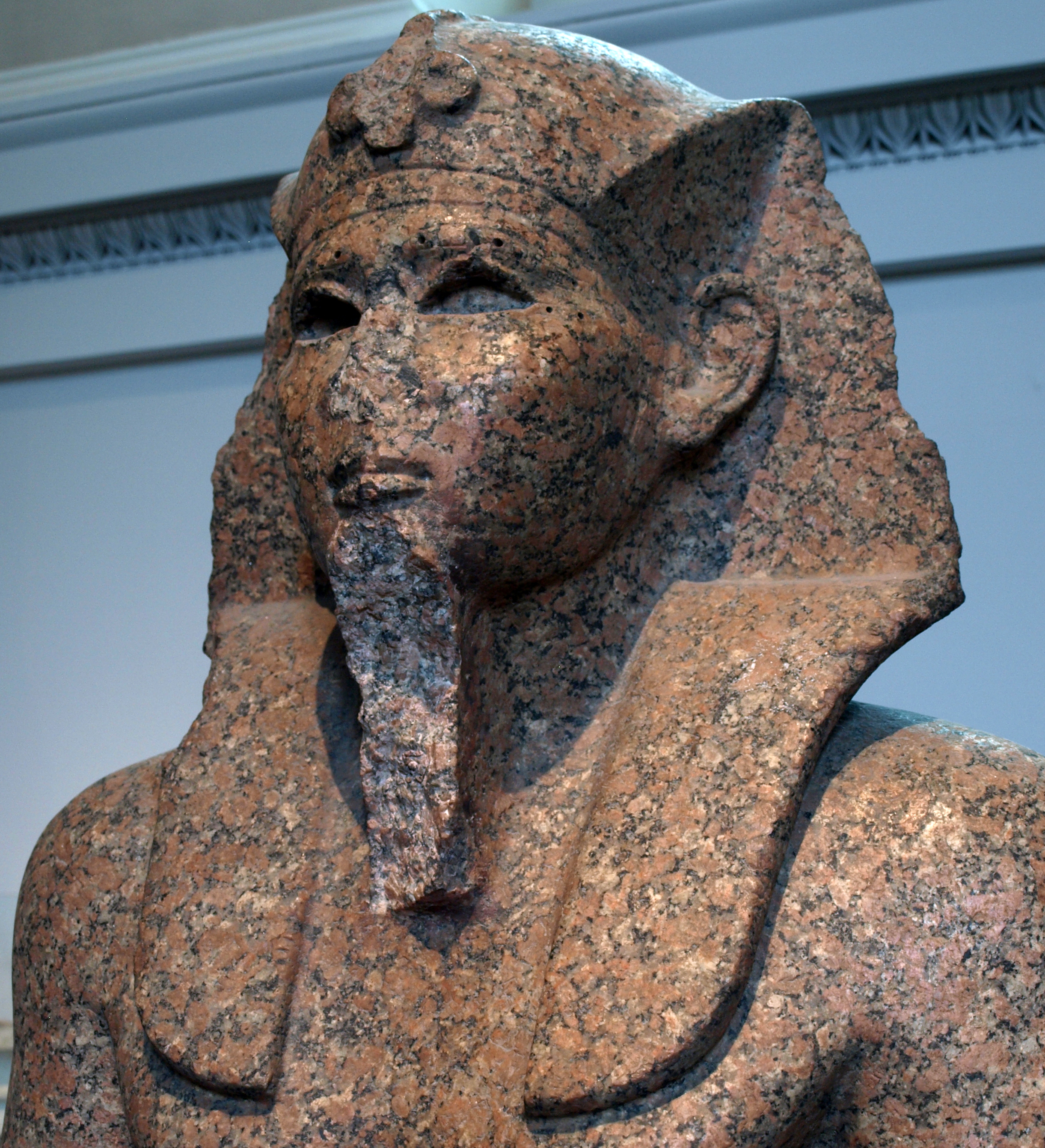
Statue Sobekemsaf I.

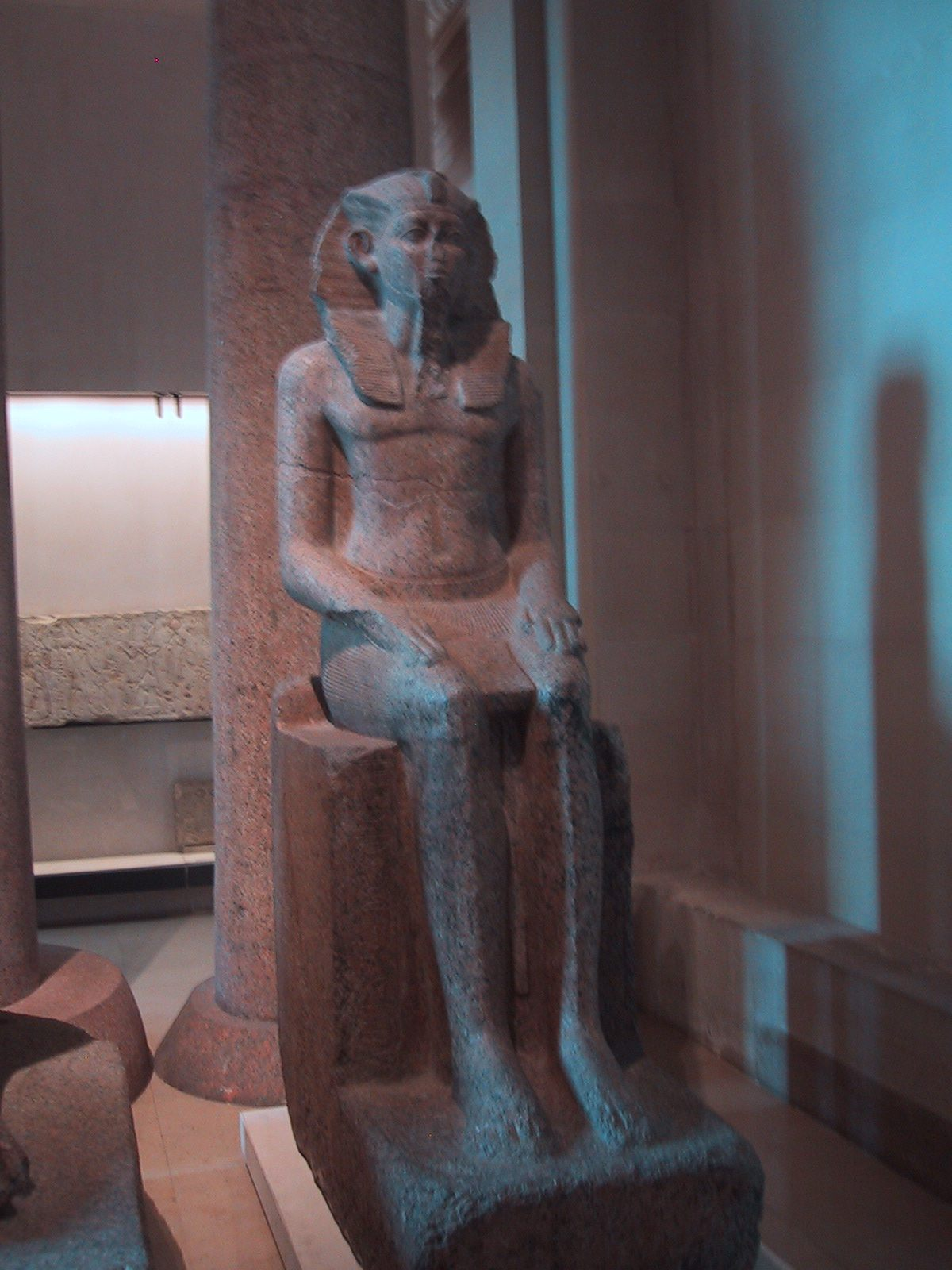
Statue Sobekhotep IV.

### Pharaonen von Ägypten
- Neferhotep I. (1705–1694 v. Chr.)
- Sahathor (1694 v. Chr.)
- Sobekhotep IV. (1694–1685 v. Chr.)
- Sobekhotep V. (1685–1680 v. Chr.)
- Jaib (1680–1670 v. Chr.)
- Aja I. (1669–1659 v. Chr.)
- Sobekhotep VI. (1656–1654 v. Chr.)
- Sewadjtu (1654–1651 v. Chr.)
- Neferhotep II. (1651–1648 v. Chr.)
- Hori (1647 v. Chr.)
- Merkaure Sobekhotep (1646–1644 v. Chr.)
- Salitis (1630–1615 v. Chr./Hyksoskönig von Unterägypten/Begründer der 15. Dynastie (Hyksos))
- Rahotep (1622–1619 v. Chr./Begründer der 17. Dynastie)
- Sobekemsaf I. (1619–1603 v. Chr.)
- Beon (1615–1602 v. Chr./Hyksoskönig von Unterägypten)
- Djehuti (1602–1601 v. Chr.)
- Apachnas (1602–1594 v. Chr./Hyksoskönig von Unterägypten)
- Mentuhotepi (1601 v. Chr.)
- Nebirirau I. (1601–1582 v. Chr.)

### Könige von Assyrien
- Adasi (1700–1681 v. Chr.)
- Šarma-Adad I. (1653–1642 v. Chr.)
- Iptar-Sin (1641–1630 v. Chr.)
- Bazaia (1629–1602 v. Chr.)
- Lullaia (1601–1596 v. Chr.)

### Könige von Babylonien
- Abi-ēšuḫ (1711–1684 v. Chr.)
- Ammī-ditāna (1683–1647 v. Chr.)
- Ammi-saduqa (1646–1626 v. Chr.)
- Šamšu-ditana (1625–1595 v. Chr.)

### König von Elam
- Tempti-Agun (um 1700 v. Chr.)

### Könige des hethitischen Reiches
- Anitta (um 1700 v. Chr.)
- Labarna (1659–1629 v. Chr.)
- Ḫattušili I. (1629–1604 v. Chr.)
- Muršili I. (1604–1594 v. Chr.)

## Erfindungen und Entdeckungen

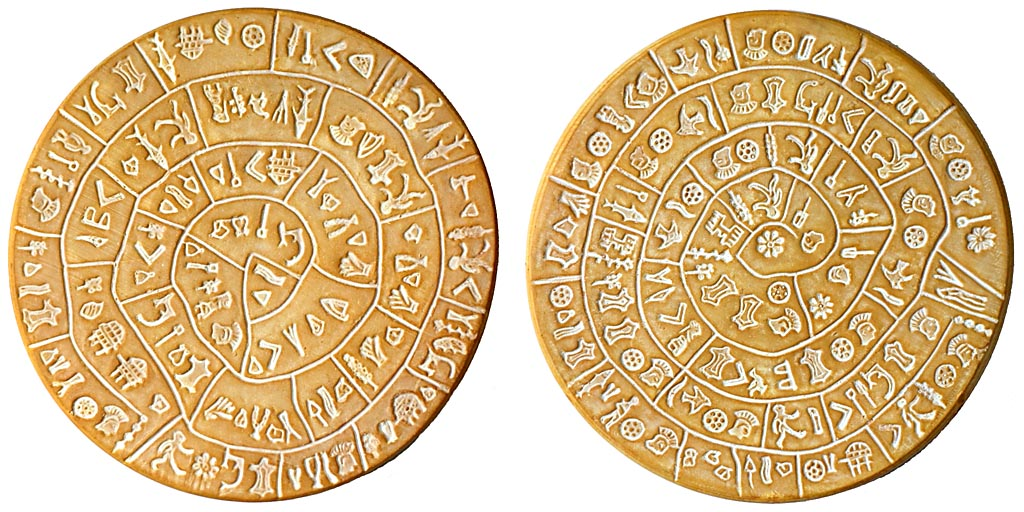
Diskos von Phaistos (schematische Darstellung)

- In Kreta wurde 1908 der rätselhafte Diskos von Phaistos ausgegraben. Er wurde von seinem Entdecker auf das 17. Jhd. v. Chr. datiert, ohne dass dafür ein schlüssiger, wissenschaftlicher Beweis angetreten werden konnte. Es wird davon ausgegangen, dass es sich bei dem Inhalt um einen Text handelt, der mittels Stempeln in weichen Ton gedruckt wurde. Wenn diese Annahme zutrifft, handelt es sich bei dem Diskos von Phaistos um das älteste Druckerzeugnis menschlicher Herkunft.
- Im 17. Jahrhundert v. Chr. wurde die Linearschrift A von der minoischen Kultur entwickelt[11].